# SWIFT (система)
Вижте пояснителната страница за други значения на SWIFT.
Society for Worldwide Interbank Financial Telecommunication (Общност за глобална междубанкова финансова телекомуникация), или накратко SWIFT, e белгийска платежна система. Тя осигурява телекомуникационна мрежа, която позволява на финансовите институции по целия свят да изпращат и получават информация за финансови операции в надеждна, стандартизирана и сигурна среда. Също така SWIFT предлага софтуер и услуги на финансови институции, голяма част от която е предназначена за употреба в мрежата SWIFTNet Network и по стандарт ISO 9362. Идентификационните бизнес кодове (BIC, бившите банкови идентификационни кодове) са известни като SWIFT кодове.
По-голямата част от международната междубанкова комуникация използва мрежата на SWIFT. Към 2015 г. SWIFT свързва повече от 11 000 финансови институции в повече от 200 страни и територии, които са обменили средно над 15 млн. съобщения дневно (сравнено със средно 2,4 млн. съобщения дневно през 1995 г.). 
SWIFT не спомага за прехвърлянето на средства, а по-скоро изпраща платежни нареждания, които на свой ред се уреждат между съответните финансови сметки на различните институции. 